# Joan Ors i Verdé
Joan Ors i Verdé va néixer a Barcelona el 17 d'octubre de 1891 i va morir a Barcelona el 26 de juliol de 1965. Polític i literari, de formació autodidacta, va ser anomenat bibliotecari-arxiver de la Biblioteca del Parlament de Catalunya en el seus inicis, durant la Segona República (1932-1939), desenvolupant el seu treball amb una mirada de futur, anticipant-se a corrents innovadors que trigarien uns anys a consolidar-se.

## Dades biogràfiques
Fill d'un comerciant que regentava un negoci d'importació de gra a la Llotja de Barcelona i que, per tradició familiar, va seguir amb el negoci familiar. Estudià comerç i fou professor a l'Escola de Comerç. L'any 1920 va ocupar la presidència de la Secció Permanent d'Educació i Instrucció del Centre Autonomista de Dependents del Comerç i de la Indústria. El 1946 va participar en la constitució de la Federación de Importadores y Exportadores, de la que fou secretari executiu.
Persona de gran inquietud intel·lectual i de ferm esperit catalanista i de progressisme català, cosí germà d'Eugeni d'Ors i Rovira. De la mateixa manera que altres intel·lectuals de l'època, no va cursar estudis universitaris; sent la seva formació política i literària completament autodidacta. Vinculat a l'Ateneu Barcelonès, del que fou soci des del 1919, va ser vocal de la seva biblioteca, en la Secció de Ciències Morals i Polítiques, en els períodes 1928-1929 i 1931-1932. Amb l'adveniment del règim republicà, passà a l'Oficina de la Generalitat a Madrid, sota la dependència de la Conselleria de Governació.

## Política
Des de ben jove (21 anys), va mostrar una forta vocació política dins de la Unió Federal Nacionalista Republicana, partit polític catalanista de caràcter republicà federalista (1910-1917). En aquest mateix període va començar la seva ferma amistat amb Marcel·lí Domingo i Sanjuan, mantinguda al llarg dels anys.
Va contribuir a la creació d'Esquerra Republicana de Catalunya (1931) i, més tard, juntament amb Josep Tarradellas i altres personalitats d'aquell partit, van crear el Partit Nacionalista Republicà d'Esquerra.
A l'acabar la Guerra Civil va viure a la clandestinitat durant dos anys, degut a la malaltia de la seva esposa que no li va permetre marxar a l'exili.

## Obra
És autor de l'obra La crisi de la democràcia catalana (1912); i, com a crític, destaca la seva obra El geni dramàtic de Guimerà (1925). Publicà escrits periodístics a "Mirador", "La Pàtria", "La Revista", "El Dia" de Terrassa i "Revista de Catalunya". Entre d'altres:
- Els problemes de la llibertat, Mirador, núm. 14 (2-5-1929), p. 3

- Reflexions sobre la vida de Clemenceau, Mirador, núm. 46 (12-12-1929), p. 3
- España y Cataluña. Historia Nueva, 1930.

Se li atribueix l'autoria dels documents catalogats per la Biblioteca del Parlament de Catalunya, sota el títol uniforme de Memòria de la Biblioteca del Parlament de Catalunya. Any 1933, que comprèn 2 volums: Elements i dades per a l'organització interior de la biblioteca del Parlament: [repartit el més d'agost de 1933] i Memòria dels treballs realitzats. Pla revisat de la classificació de les obres ingressades fins a 3 de desembre de 1933. Catalogació sistemàtica de les obres ingressades fins al 31 de desembre de 1933.